# Eta Horologii
Eta Horologii (η Horologii, förkortat Eta Hor, η Hor) som är stjärnans Bayerbeteckning, är en dubbelstjärna belägen i den västra delen av stjärnbilden Pendeluret. Den har en kombinerad skenbar magnitud på 5,31 och är synlig för blotta ögat där ljusföroreningar ej förekommer. Baserat på parallaxmätning inom Hipparcosuppdraget på ca 22,0 mas, beräknas den befinna sig på ett avstånd på ca 149 ljusår (ca 46 parsek) från solen. 

## Egenskaper
Primärstjärnan Zeta Horologii A är en vit till gul stjärna i huvudserien av spektralklass A6 V. Den har en massa som är knappt 60 procent större än solens massa, en radie som är ca 2,3 gånger större än solens och utsänder från dess fotosfär ca 13 gånger mera energi än solen vid en effektiv temperatur på ca 7 550 K.
Omloppsbanan för Zeta Horologii är ännu (2018) inte väl avgränsad. Stjärnorna tycks ha en omloppsperiod på tre år och en excentricitet på ungefär 0,16.[6] År 2012 var paret separerat med 78,7 millibågsekunder, vilket motsvarar en projicerad separation på 3,6 AE. Följeslagaren Zeta Horologii B är rapporterad som en stjärna i huvudserien med spektralklass F0 V.